# Pedioplanis burchelli
Pedioplanis burchelli — вид ящірок родини ящіркових (Lacertidae). Мешкає в Південно-Африканській Республіці і Лесото. Вид названий на честь англійського дослідника і натураліста Вільяма Джона Берчелла.

## Опис
Довжина Pedioplanis burchelli (без врахування хвоста) становить 45-55 мм. Забарвлення дуже різноманітне. Нижня повіка вкрита непрозорою лускою і не має "віконця".

## Поширення і екологія
Pedioplanis burchelli поширені від Мпумаланги на південий схід через Драконові і Капські гори до Східнокапської і Західнокапської провінцій ПАР та до південної частини Великого Кару. Вони живуть на кам'янистих гірських схилах і плато, слапо порослих рослинністю, серед гравію і скельних виступів. Відкладають яйця, в кладці 4-6 яєць розміром 9×11 мм. Ящірки одразу після вилуплення мають довжину 7,2 см (враховуючи хвіст).